# 谷澤幸生
谷澤 幸生（たにざわ ゆきお、1958年 - ）は、日本の医学者、教育者。山口大学学長。医学博士。和歌山県の出身。専門は糖尿病学。

## 来歴
1958年和歌山県の生まれ。
1977年和歌山県立橋本高等学校を卒業。1983年山口大学医学部医学科を卒業。1987年同大学院医学研究科（内科系内科学専攻）修了し、医学博士となる。労働福祉事業団愛媛労災病院内科を経て、1989年同大学医学部附属病院（第３内科）助手になる。

1990年にワシントン大学（米国ミズーリ州、セントルイス市）内科内分泌代謝糖尿病部門 (M. Alan Permutt教授)　の研究員として勤務。

1993年山口県に戻り、山口大学医学部附属病院（第3内科）医員、1995年同病院助手、1997年同病院講師、2002年に同大学院医学系研究科応用医工学系独立専攻生体シグナル解析医学講座分子病態解析学（旧内科学第３講座）教授、同大医学部附属病院第3内科科長を併任。

2004年同大病院栄養治療部長兼、2005年同大病院副病院長に就任(2016年3月末まで）。

2006年同大学院医学系研究科応用医工学系専攻生体シグナル解析医学領域病態制御内科学分野教授(2021年3月末まで）、2012年～2014年3月、同大医学部附属病院臨床試験支援センター長を兼任。

2015年～2016年3月、同大学学長特命補佐兼同大学医学部附属病院医療人育成センター長となる。また、同大学院医学系研究科医学専攻病態制御内科学講座教授に就く。

2016年4月、山口大学大学院医学系研究科長、医学部長（兼務）、医学科長（兼務）（2020年3月まで）
2020年4月、山口大学副学長
2021年4月、山口大学理事、副学長
2022年4月、山口大学長に就任。

## 専門分野
内科学、内分泌・代謝、糖尿病学（糖尿病の病因、病態、治療に関する臨床的、基礎的研究。糖尿病における膵β細胞不全、インスリン分泌障害に関する分子細胞生物学的研究）

## 人物
- 大阪府と和歌山県の県境の地域で生まれ育つ。地元の公立高に進学。当時は塾も少なく、予備校はほとんど無い時代で、受験勉強は自学自習が中心だったと言う[5]。
- 高校入学時には法学部や工学部への道も視野に入れていた。しかし、高校の当時の同級生が「医学部を目指す」という言葉をきっかけに、医学部への道を目指すことを決意した[6]。
- 就任の際には、「変化にしなやかに対応できる、新しい時代を切り拓く人材を育てたい」と意欲を語っている[7]。